# 中垣征一郎
中垣 征一郎（なかがき せいいちろう、1970年1月18日 - ）は、東京都出身のアスレティックトレーナー。フォースディレクト代表、株式会社斎藤佑樹所属（パートナーシップ契約）。
元電源開発社長の中垣喜彦は父。

## 来歴・人物
東京都立狛江高校を経て筑波大学体育専門学群卒業。大学卒業後、小守スポーツマッサージ療院に4年間勤務。その後は伊勢丹ラグビー部のトレーナーなどを務め、1997年にユタ大学大学院へ運動学を学ぶため留学。ユタ大学在学中にニューヨーク・メッツ傘下のマイナーチームで臨時トレーナーも務めた。
2004年に北海道日本ハムファイターズのチーフトレーナーに就任し、2010年まで在籍。2011年のフリーでの活動を経て、2012年は日本ハム在籍中にトレーニング法を指導したダルビッシュ有の強い希望により、同年からテキサス・レンジャーズに移籍した彼の専属トレーナーとして渡米した。2013年からはトレーニングコーチとして日本ハムに復帰。2017年2月10日、球団から退団が発表された。
同年よりサンディエゴ・パドレスの応用科学トレーナー（Director,Applied Sports Science）として契約し、2018年までの2年間パドレス傘下のチームを巡回しトレーニング指導に当たった。
2019年よりオリックス・バファローズの球団本部育成統括GM補佐兼パフォーマンス・ディレクターに就任した。日本ハム時代に選手・スタッフとして信頼関係のあったオリックスの福良淳一GMや中嶋聡二軍監督の要請を受けてのものだった。
2020年はパフォーマンスコーチ兼コーチングディレクターへ転任。8月20日には巡回パフォーマンスコーチ兼コーチングディレクターに配置転換となった。2021年からは巡回ヘッドコーチの肩書きで指導にあたる。コーチの肩書きだが、NPB公示の「監督・コーチ一覧」には中垣の名前は掲載されていない一方、オリックスの「監督・コーチ」ページや各社選手名鑑等では中垣の名前も掲載されている。2024年10月18日、オリックスは中垣の退団を発表した。
オリックス退団後の同年12月1日より、元日本ハムの斎藤佑樹が代表を務める株式会社斎藤佑樹とパートナーシップ契約を締結した。

## 詳細情報

### 背番号
日本ハム、オリックス時代ともに、コーチの肩書きだが背番号はなく、ユニフォームを着用していない。

## 関連情報

### 著書
- 『野球における体力トレーニングの基礎理論』（2018年/ベースボール・マガジン社）ISBN 9784583111650